# Радио Београд
Радио Београд је радио-станица у склопу медијског јавног сервиса Србије.
У оквиру радио Београда емитује се 8 радијских канала:
1. Радио Београд 1
2. Радио Београд 2
3. Радио Београд 3
4. Радио Београд 202
5. Радио (РТС) Вртешка
6. Радио (РТС) Рокенролер
7. Радио (РТС) Џубокс
8. Радио (РТС) Плетеница

Нови канали (Вртешка, Рокенролер, Џубокс и Плетеница) емитују се од 2019. године и то на мултимедијалној платформи РТС Планета. На овој платформи сви корисници могу пратити све ТВ и радио канале РТС-а, а грађани у Србији могу то да раде потпуно бесплатно, а ван земље само програм РТС Свет-а,програме радио Београд-а, садржај из видеотеке и фонотеке, селекцију Мој град и ПГП РТС. Ако би хтели гледати све морају изабрати неку од претплата. Корисници са Балкана могу бесплатно да гледају РТС биоскоп.
Радију Београд је додељен Сретењски орден првог степена (2024).

### Радио Београд-Раковица
Темељи отпремне радиотелеграфске станице у Раковици су освећени у јулу 1923, радове је финансирала Генерална компанија бежичне телеграфије из Париза. Тада је већ била подигнута једна антена од 150 метара а на друге две се радило. Пријемна станица је грађена близу Новог гробља а централа је предвиђена у новој Палати Прве хрватске штедионице у Кнез Михаиловој. Претходник Радио Београда, Радио Београд-Раковица је започео са емитовањем програма 1924, као део радио-телеграфске станице. Октобра 1924. године радио-телеграфској станици Београд-Раковица која је била у власништву једне француске компаније допуштено је да инсталира радиоелектричну станицу и радио-телеграфско-телефонским апаратом емитује три пута недељно по један сат радио програма. Са договором министарства пошта и телеграфа Краљевине СХС уведена је наплата радио претплате.
Иначе, од 1920. је на Бањици постојала станица бежичне телеграфије, која је служила војсци а затим уступљена Министарству поште и телеграфа.

### Оснивање и прве године рада
После постављања одашиљача на згради Српске академије наука и уметности у Београду, 8. марта 1929. Радио Београд АД је почео са експерименталним емитовањем. Свечани почетак редовног емитовања био је 24. марта те године, а част да најави тај свечани почетак припала је Јелени Билбији. Програм Радио Београда чуо се и у Хрватској и Словенији. Програм се састојао од музике, вести, радио-драма и других садржаја. Сигнал и одјавна песма Радио Београда је била песма „Милкина кућа на крају, око њене куће пси лају“ такође сигнал Радио Београда је било првих неколико препознатљивих тонова те песме. Алузија је била на неке суседне земље са којима односи нису били најбољи... Таласна дужина је била 437,3 метра, одн. 49,18 метара за краткоталасну станицу, на којој је спикер био Душан Бурза. Београдска краткоталасна радио станица је прорадила у марту 1936, а прву прекоокеанску емисију је емитовала 1. априла 1937, појачана од холандске станице Ајндховен.

### Техника
Са станицом од 2.5 КВ набављени су и студијски уређаји, модерни у то доба, и рад са њима давао је добре резултате. Микрофони су били система Маркони-Рајс са угљеним прахом, за њих је било и три појачивача А, један појачивач Б и контролни пријемник са звучником. Накнадно је набављено још неколико микрофона са угљеним прахом, један појачивач Б за давање програма Загребу и Љубљани и осталим европским станицама, као и један појачивач А за преносе у унутрашњости. Касније су набављена и четири кондензаторска микрофона, један електродинамски и три кристална. Многи појачивачи изграђени су у самој радиостаници.
Предајник јачине 20 киловата у Макишу је освећен 2. августа 1937. Сматран је привременим јер се већ радило на предајнику од 100 киловата. Увече тог дана је изведен свечани програм из новог студија у Поенкареовој 21.

### Музички програм
Први кораци музике на радију руковођени су тежњом да се радиофонија путем музике приближи публици. Због тога су се у почетку пуштали углавном салонски комади, оперске арије, популарне оперске фантазије, романсе и песме и забавне концертне пиесе. За овакав репертоар није био потребан велики извођачки апарат, због чега је прво стално извођачко тело имало четири члана и чинило радио-квартет. Њему је било поверено извођење најпретежнијег дела музичког програма, док су друга ослона тачка биле грамофонске плоче. Трећа тачка био је Радио-џез оркестар, који је углавном изводио музику за игру, док је народну музику изводио Цигански оркестар Јована Стојановића, а затим Анте Грујића. Програм ових емисија имао је карактер импровизације и био је у тесној вези са писмено израженим жељама слушалаца.
Непуних месец дана после свечаног отварања станице на коме су изведени одломци из Крстићевог Зулумћара, остварен је први оперски пренос из београдског Народног позоришта, извођењем IV и V чина опере Кнез Игор од Бородина. Убрзо је закључен споразум о сарадњи између Опере и Радија и већ 2. јуна 1929. године организовано је велико оперско вече у студију београдске радиостанице, посвећено Рихарду Вагнеру.
Радиостаница је велику пажњу посветила и хорској музици, па је тако преносила и први концерт певачког друштва Станковић, посвећен делима Јозефа Сука.
Велики део музичког програма чинили су и преноси из иностранства.
За слушање радија плаћана је претплата. У новембру 1940. први пут је прослављена слава, Јован Златоусти.
Радио је прекинуо са емитовањем 6. априла 1941, током бомбардовања Београда. Након окупације Београда, Радио Београд је постао радио-станица немачке војске под именом Soldatensender Belgrad (Војнички радио Београд) на истој фреквенцији. Био је доступан широм Европе и Медитерана. Када је један немачки поручник донео мало познату 2 године стару песму Лили Марлен коју је певала Лале Андерсен, и која је до тад била продата у тек око 700 примерака. Услед недостатка других песама, Радио Београд је врло често пуштао ову песму чиме ју је популарисао.
Радио Београд је наставио са емитовањем 10. новембра 1944. године у ослобођеном Београду. Први послератни директор је био Јован Мариновић. Први спикер била је поново Јелена Билбија.
По завршетку Другог светског рата, Радио Београд је постепено постао најутицајнија радио-станица у Србији и бившој Југославији. Одјавна песма и сигнал су били Интернационала.

### Програми Радио Београда
- Радио Београд 1
- Радио Београд 2
- Трећи програм
- Београд 202

Радио Београд 2 и Трећи програм се емитују на истој фреквенцији. Радио Београд 2 од 05.00 до 20.00, а Трећи програм од 20.00 до 05.00.
За разлику од прва два канала, који су почетком 21. века променили назив (Први програм у Радио Београд 1, Други у Радио Београд 2), Трећи програм је задржао име. На интернет презентацији Радио Београда се наводи да је Трећи програм задржао стари назив, јер је он сам по себи већ деценијама синоним за уметничке и културне садржаје највишег нивоа који су, по општеважећој дефиницији у европским размерама, усмерени ка ужим круговима.
Радио Београд је препознатљив и по богатом драмском програму, који се највише емитује на Радио Београду 2 и Трећем програму.

## Значајни новинари, сарадници и руководиоци „Радио Београда“
- Густав Браун, први директор
- Данило Калафатовић, други директор
- Виктор Викехаузер, председник управног одбора
- Радивоје Марковић
- Хенрик-Хаим Фингерхут, први спикер
- Благоје Миљковић
- Драга Јонаш, спикер
- Миодраг Здравковић, спикер
- Вујадин Манојловић, спикер
- Здравко Обрачевић, спикер
- Лука Мијатовић, спикер
- Дуња Фингенвалд Пулетић, спикер
- Дина Чолић Анђелковић, спикер
- Љиљана Марковић, спикер
- Мића Орловић, спикер
- Душан Радуловић, спикер
- Јордан Ивановић, коментатор
- Светислав Вуковић, спикер
- Јован Мариновић први послератни директор
- Миливој Марковић, новинар, уредник и директор
- Марко Марковић, коментатор
- Душанка Калањ, спикер
- Стака Новковић Ђорђевић, спикер
- Драгана Марковић Кауцки, спикер
- Драган Никитовић, коментатор
- Владимир Јеленковић, уредник и водитељ
- Драгомир Брајковић, уредник
- Михаило Мијушковић, спикер
- Душан Душко Марковић, спикер
- Доната Премеру, спикер

## Музички уредници „Радио Београда“
- Боривоје Илић, музички уредник
- Биљана Крстић, музички уредник
- Ђорђе Караклајић, музички уредник
- Никола Караклајић, музички уредник

## Зграда Радио Београда
Радио Београд данас ради у некадашњој згради Занатског дома. Зграда је подигнута 1933. године, за потребе Удружења занатлија. Представља непокретно културно добро и споменик културе Града Београда.
- Програми концерата Оркестра Радио Београда у Задужбини Илије М. Коларца